# مدیریت تجهیزات انرژی
مدیریت تجهیزات انرژی (انگلیسی: Energy Information Management) مدیریت تجهیزات انرژی به روش سنتی وابسته بود به اتوماسیون ساختمان یا سیستم مدیریتی ساختمان و سیستم مدیریت انرژی تعدادزیادی دیتا تولید می‌کند تعداد زیاد دیتاهای رسیده دربارهٔ ساختمان از خارج و داخل درجه هوا برای مونوکسید کربن و درجه رطوبت که هر کدام به زمان روز وهفته وسال وابسته بود واین سیستمها به شما اجازه میدادتا ببینید در ساختمان چه می‌شود و برای کنترل چراغ‌ها و درجه حرارت بر اساس اطلاعات موجود و دفترچه راهنما لیست مجتمع را آماده کنید.
آنها معمولاً انرژی مصرفی را ضبط و تولید می‌کنند اما عموماًاطلاعات را متراکم نمی‌سازند یا برای مشاهده اضافه کاری و موقعیت مکانی به شما اجازه می‌دهند.
مدیریت اطلاعات انرژی راه حل‌های برای اتوماتیک کردن اطلاعات قابل قبول ازبی ام اس یا بی ای اس یا ای ام اس پیشنهاد می‌دهد. متراکم کردن آن و ثبت کردن الگوریتم به مالک ساختمان این اجازه می‌دهد یک راه برای آینده و ادامه بهتر شدن مصرف انرژی ساختمان در طول زمان پیدا کند.